# Landhoofd

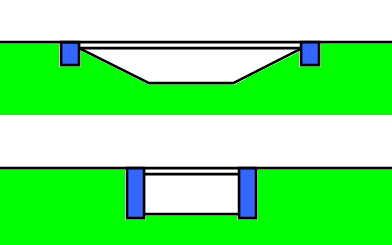
Hoog- en laaggefundeerd landhoofd

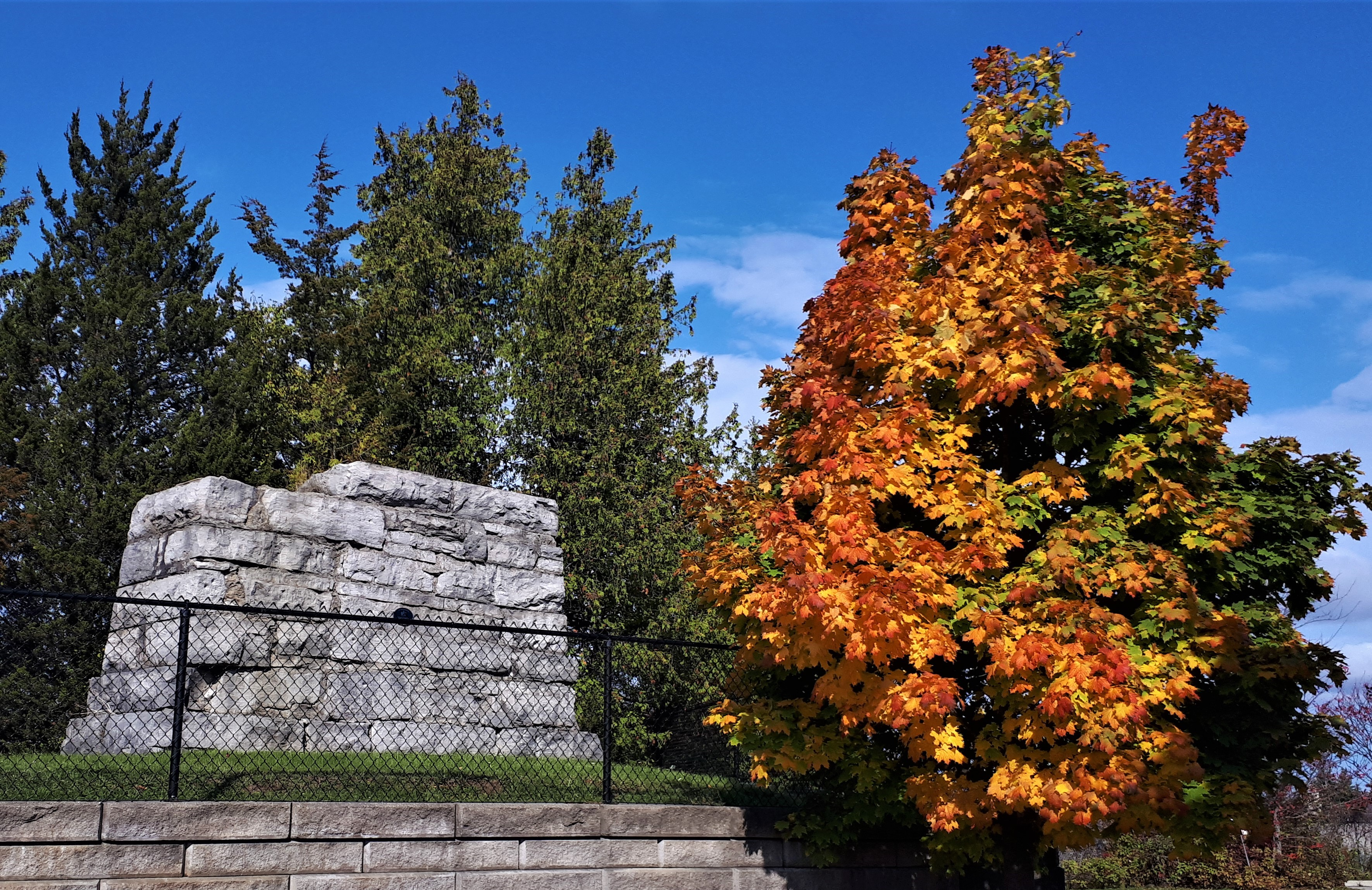
Landhoofd, Aurora (Canada)

Een landhoofd, ook wel bruggenhoofd, vormt de overgang van een grondlichaam naar een brug, sluis of viaduct.
Het landhoofd bestaat uit de volgende onderdelen: de feitelijke landhoofdbalk, vleugelwanden en stootplaten. Het landhoofd verzorgt de ondersteuning van de feitelijke brug.
Er zijn twee verschillende typen landhoofd: het hooggefundeerde landhoofd en het laaggefundeerde landhoofd.

## Hooggefundeerd landhoofd
Bij een hooggefundeerd landhoofd bevindt zich een talud voor de voorkant van het landhoofd. Hierdoor is de overspanning van de brug groter.

## Laaggefundeerd landhoofd
Bij dit type landhoofd is de overspanning van de brug kleiner. Er bevindt zich geen talud voor de voorkant van het landhoofd. Wel is de gronddruk tegen de achterzijde van het landhoofd groter, waardoor er grotere zijdelingse belastingen ontstaan. Door constructieve maatregelen dient voorkomen te worden dat de landhoofden door gronddruk naar elkaar toe gedrongen worden. Dit kan bijvoorbeeld door tussen de landhoofdvoeten een betonnen plaat te storten, of door de landhoofden door middel van trekankers te fixeren.

## Vleugelwanden
De vleugelwanden verzorgen de aansluiting van de landhoofdbalk op het talud.

## Stootplaten
De stootplaten, overgangsplaten of vlotplaten verzorgen de overgang tussen het grondlichaam naar de landhoofdbalk. Stootplaten worden tegenwoordig vaak uitgevoerd met losse platen van een geringe breedte. Deze stootplaten worden niet onderling gekoppeld.

## Opleggingen
In het algemeen rust de constructie van de brug (dragende delen van het brugdek) niet rechtstreeks op de landhoofden. Om beschadiging te voorkomen worden opleggingen toegepast. Dit kunnen starre opleggingen zijn die geen enkele horizontale verplaatsing toelaten, bijvoorbeeld door nokken of opsluitranden. Ook zijn schuifopleggingen mogelijk, meestal toegepast aan één zijde van de overspanning. Om de schuifkrachten te verminderen kan een drukvaste plaat glad kunststofmateriaal gebruikt worden. In plaats van een schuifoplegging kan ook een roloplegging of een pendeloplegging toegepast worden die vrijwel krachtloze horizontale verplaatsing van de constructie toelaat. Voor sommige beweegbare bruggen is een verticaal beweegbare oplegging noodzakelijk om ongewenste verticale beweging van het brugdek ten opzichte van het landhoofd te voorkomen. Dit wordt het opzetwerk of de opzetinrichting genoemd.

## Vergrendelingen
Beweegbare bruggen dienen in de gesloten stand zodanig vergrendeld te zijn dat het verkeer erover veilig kan passeren. Daartoe kan aan of in de landhoofden een vergrendelinrichting zijn aangebracht.